# Еміль Шаллопп
Емі́ль Ша́ллопп (нім. Emil Schallopp; 1 серпня 1843, Фрізак — 9 квітня 1919, Берлін) — німецький шахіст, шаховий теоретик і літератор, голова Берлінського шахового товариства. Автор збірників партій трьох перших конгресів Німецького шахового союзу. Стенограф, редактор 7-го видання «Handbuch des Schachspiels» (1891). Учасник багатьох національних і міжнародних турнірів.

## Внесок у теорію дебютів
Іменем Е. Шаллоппа називається система захисту «захист Шаллоппа» в королівському гамбіті. Після 1. e4 e5 2. f4 ef 3. Кf3 він запропонував грати 3… Кf6, а на хід, що напрошується 4. e5 відповідати 4… Кh5. Система Шаллоппа була популярною в кінці XIX — на початку XX ст., коли її розглядали чи не як спростування королівського гамбіту. Однак у середині XX століття за білих було знайдено шляхи здобуття дебютної переваги, і система вийшла з моди.
у королівському гамбіті
|   | a | b | c | d | e | f | g | h |   |
| 8 | a8 чорна тура · b8 чорний кінь · c8 чорний слон · d8 чорний ферзь · e8 чорний король · f8 чорний слон · h8 чорна тура · a7 чорний пішак · b7 чорний пішак · c7 чорний пішак · d7 чорний пішак · f7 чорний пішак · g7 чорний пішак · h7 чорний пішак · e5 білий пішак · h5 чорний кінь · f4 чорний пішак · f3 білий кінь · a2 білий пішак · b2 білий пішак · c2 білий пішак · d2 білий пішак · g2 білий пішак · h2 білий пішак · a1 біла тура · b1 білий кінь · c1 білий слон · d1 білий ферзь · e1 білий король · f1 білий слон · h1 біла тура | a8 чорна тура · b8 чорний кінь · c8 чорний слон · d8 чорний ферзь · e8 чорний король · f8 чорний слон · h8 чорна тура · a7 чорний пішак · b7 чорний пішак · c7 чорний пішак · d7 чорний пішак · f7 чорний пішак · g7 чорний пішак · h7 чорний пішак · e5 білий пішак · h5 чорний кінь · f4 чорний пішак · f3 білий кінь · a2 білий пішак · b2 білий пішак · c2 білий пішак · d2 білий пішак · g2 білий пішак · h2 білий пішак · a1 біла тура · b1 білий кінь · c1 білий слон · d1 білий ферзь · e1 білий король · f1 білий слон · h1 біла тура | a8 чорна тура · b8 чорний кінь · c8 чорний слон · d8 чорний ферзь · e8 чорний король · f8 чорний слон · h8 чорна тура · a7 чорний пішак · b7 чорний пішак · c7 чорний пішак · d7 чорний пішак · f7 чорний пішак · g7 чорний пішак · h7 чорний пішак · e5 білий пішак · h5 чорний кінь · f4 чорний пішак · f3 білий кінь · a2 білий пішак · b2 білий пішак · c2 білий пішак · d2 білий пішак · g2 білий пішак · h2 білий пішак · a1 біла тура · b1 білий кінь · c1 білий слон · d1 білий ферзь · e1 білий король · f1 білий слон · h1 біла тура | a8 чорна тура · b8 чорний кінь · c8 чорний слон · d8 чорний ферзь · e8 чорний король · f8 чорний слон · h8 чорна тура · a7 чорний пішак · b7 чорний пішак · c7 чорний пішак · d7 чорний пішак · f7 чорний пішак · g7 чорний пішак · h7 чорний пішак · e5 білий пішак · h5 чорний кінь · f4 чорний пішак · f3 білий кінь · a2 білий пішак · b2 білий пішак · c2 білий пішак · d2 білий пішак · g2 білий пішак · h2 білий пішак · a1 біла тура · b1 білий кінь · c1 білий слон · d1 білий ферзь · e1 білий король · f1 білий слон · h1 біла тура | a8 чорна тура · b8 чорний кінь · c8 чорний слон · d8 чорний ферзь · e8 чорний король · f8 чорний слон · h8 чорна тура · a7 чорний пішак · b7 чорний пішак · c7 чорний пішак · d7 чорний пішак · f7 чорний пішак · g7 чорний пішак · h7 чорний пішак · e5 білий пішак · h5 чорний кінь · f4 чорний пішак · f3 білий кінь · a2 білий пішак · b2 білий пішак · c2 білий пішак · d2 білий пішак · g2 білий пішак · h2 білий пішак · a1 біла тура · b1 білий кінь · c1 білий слон · d1 білий ферзь · e1 білий король · f1 білий слон · h1 біла тура | a8 чорна тура · b8 чорний кінь · c8 чорний слон · d8 чорний ферзь · e8 чорний король · f8 чорний слон · h8 чорна тура · a7 чорний пішак · b7 чорний пішак · c7 чорний пішак · d7 чорний пішак · f7 чорний пішак · g7 чорний пішак · h7 чорний пішак · e5 білий пішак · h5 чорний кінь · f4 чорний пішак · f3 білий кінь · a2 білий пішак · b2 білий пішак · c2 білий пішак · d2 білий пішак · g2 білий пішак · h2 білий пішак · a1 біла тура · b1 білий кінь · c1 білий слон · d1 білий ферзь · e1 білий король · f1 білий слон · h1 біла тура | a8 чорна тура · b8 чорний кінь · c8 чорний слон · d8 чорний ферзь · e8 чорний король · f8 чорний слон · h8 чорна тура · a7 чорний пішак · b7 чорний пішак · c7 чорний пішак · d7 чорний пішак · f7 чорний пішак · g7 чорний пішак · h7 чорний пішак · e5 білий пішак · h5 чорний кінь · f4 чорний пішак · f3 білий кінь · a2 білий пішак · b2 білий пішак · c2 білий пішак · d2 білий пішак · g2 білий пішак · h2 білий пішак · a1 біла тура · b1 білий кінь · c1 білий слон · d1 білий ферзь · e1 білий король · f1 білий слон · h1 біла тура | a8 чорна тура · b8 чорний кінь · c8 чорний слон · d8 чорний ферзь · e8 чорний король · f8 чорний слон · h8 чорна тура · a7 чорний пішак · b7 чорний пішак · c7 чорний пішак · d7 чорний пішак · f7 чорний пішак · g7 чорний пішак · h7 чорний пішак · e5 білий пішак · h5 чорний кінь · f4 чорний пішак · f3 білий кінь · a2 білий пішак · b2 білий пішак · c2 білий пішак · d2 білий пішак · g2 білий пішак · h2 білий пішак · a1 біла тура · b1 білий кінь · c1 білий слон · d1 білий ферзь · e1 білий король · f1 білий слон · h1 біла тура | 8 |
| 7 | a8 чорна тура · b8 чорний кінь · c8 чорний слон · d8 чорний ферзь · e8 чорний король · f8 чорний слон · h8 чорна тура · a7 чорний пішак · b7 чорний пішак · c7 чорний пішак · d7 чорний пішак · f7 чорний пішак · g7 чорний пішак · h7 чорний пішак · e5 білий пішак · h5 чорний кінь · f4 чорний пішак · f3 білий кінь · a2 білий пішак · b2 білий пішак · c2 білий пішак · d2 білий пішак · g2 білий пішак · h2 білий пішак · a1 біла тура · b1 білий кінь · c1 білий слон · d1 білий ферзь · e1 білий король · f1 білий слон · h1 біла тура | a8 чорна тура · b8 чорний кінь · c8 чорний слон · d8 чорний ферзь · e8 чорний король · f8 чорний слон · h8 чорна тура · a7 чорний пішак · b7 чорний пішак · c7 чорний пішак · d7 чорний пішак · f7 чорний пішак · g7 чорний пішак · h7 чорний пішак · e5 білий пішак · h5 чорний кінь · f4 чорний пішак · f3 білий кінь · a2 білий пішак · b2 білий пішак · c2 білий пішак · d2 білий пішак · g2 білий пішак · h2 білий пішак · a1 біла тура · b1 білий кінь · c1 білий слон · d1 білий ферзь · e1 білий король · f1 білий слон · h1 біла тура | a8 чорна тура · b8 чорний кінь · c8 чорний слон · d8 чорний ферзь · e8 чорний король · f8 чорний слон · h8 чорна тура · a7 чорний пішак · b7 чорний пішак · c7 чорний пішак · d7 чорний пішак · f7 чорний пішак · g7 чорний пішак · h7 чорний пішак · e5 білий пішак · h5 чорний кінь · f4 чорний пішак · f3 білий кінь · a2 білий пішак · b2 білий пішак · c2 білий пішак · d2 білий пішак · g2 білий пішак · h2 білий пішак · a1 біла тура · b1 білий кінь · c1 білий слон · d1 білий ферзь · e1 білий король · f1 білий слон · h1 біла тура | a8 чорна тура · b8 чорний кінь · c8 чорний слон · d8 чорний ферзь · e8 чорний король · f8 чорний слон · h8 чорна тура · a7 чорний пішак · b7 чорний пішак · c7 чорний пішак · d7 чорний пішак · f7 чорний пішак · g7 чорний пішак · h7 чорний пішак · e5 білий пішак · h5 чорний кінь · f4 чорний пішак · f3 білий кінь · a2 білий пішак · b2 білий пішак · c2 білий пішак · d2 білий пішак · g2 білий пішак · h2 білий пішак · a1 біла тура · b1 білий кінь · c1 білий слон · d1 білий ферзь · e1 білий король · f1 білий слон · h1 біла тура | a8 чорна тура · b8 чорний кінь · c8 чорний слон · d8 чорний ферзь · e8 чорний король · f8 чорний слон · h8 чорна тура · a7 чорний пішак · b7 чорний пішак · c7 чорний пішак · d7 чорний пішак · f7 чорний пішак · g7 чорний пішак · h7 чорний пішак · e5 білий пішак · h5 чорний кінь · f4 чорний пішак · f3 білий кінь · a2 білий пішак · b2 білий пішак · c2 білий пішак · d2 білий пішак · g2 білий пішак · h2 білий пішак · a1 біла тура · b1 білий кінь · c1 білий слон · d1 білий ферзь · e1 білий король · f1 білий слон · h1 біла тура | a8 чорна тура · b8 чорний кінь · c8 чорний слон · d8 чорний ферзь · e8 чорний король · f8 чорний слон · h8 чорна тура · a7 чорний пішак · b7 чорний пішак · c7 чорний пішак · d7 чорний пішак · f7 чорний пішак · g7 чорний пішак · h7 чорний пішак · e5 білий пішак · h5 чорний кінь · f4 чорний пішак · f3 білий кінь · a2 білий пішак · b2 білий пішак · c2 білий пішак · d2 білий пішак · g2 білий пішак · h2 білий пішак · a1 біла тура · b1 білий кінь · c1 білий слон · d1 білий ферзь · e1 білий король · f1 білий слон · h1 біла тура | a8 чорна тура · b8 чорний кінь · c8 чорний слон · d8 чорний ферзь · e8 чорний король · f8 чорний слон · h8 чорна тура · a7 чорний пішак · b7 чорний пішак · c7 чорний пішак · d7 чорний пішак · f7 чорний пішак · g7 чорний пішак · h7 чорний пішак · e5 білий пішак · h5 чорний кінь · f4 чорний пішак · f3 білий кінь · a2 білий пішак · b2 білий пішак · c2 білий пішак · d2 білий пішак · g2 білий пішак · h2 білий пішак · a1 біла тура · b1 білий кінь · c1 білий слон · d1 білий ферзь · e1 білий король · f1 білий слон · h1 біла тура | a8 чорна тура · b8 чорний кінь · c8 чорний слон · d8 чорний ферзь · e8 чорний король · f8 чорний слон · h8 чорна тура · a7 чорний пішак · b7 чорний пішак · c7 чорний пішак · d7 чорний пішак · f7 чорний пішак · g7 чорний пішак · h7 чорний пішак · e5 білий пішак · h5 чорний кінь · f4 чорний пішак · f3 білий кінь · a2 білий пішак · b2 білий пішак · c2 білий пішак · d2 білий пішак · g2 білий пішак · h2 білий пішак · a1 біла тура · b1 білий кінь · c1 білий слон · d1 білий ферзь · e1 білий король · f1 білий слон · h1 біла тура | 7 |
| 6 | a8 чорна тура · b8 чорний кінь · c8 чорний слон · d8 чорний ферзь · e8 чорний король · f8 чорний слон · h8 чорна тура · a7 чорний пішак · b7 чорний пішак · c7 чорний пішак · d7 чорний пішак · f7 чорний пішак · g7 чорний пішак · h7 чорний пішак · e5 білий пішак · h5 чорний кінь · f4 чорний пішак · f3 білий кінь · a2 білий пішак · b2 білий пішак · c2 білий пішак · d2 білий пішак · g2 білий пішак · h2 білий пішак · a1 біла тура · b1 білий кінь · c1 білий слон · d1 білий ферзь · e1 білий король · f1 білий слон · h1 біла тура | a8 чорна тура · b8 чорний кінь · c8 чорний слон · d8 чорний ферзь · e8 чорний король · f8 чорний слон · h8 чорна тура · a7 чорний пішак · b7 чорний пішак · c7 чорний пішак · d7 чорний пішак · f7 чорний пішак · g7 чорний пішак · h7 чорний пішак · e5 білий пішак · h5 чорний кінь · f4 чорний пішак · f3 білий кінь · a2 білий пішак · b2 білий пішак · c2 білий пішак · d2 білий пішак · g2 білий пішак · h2 білий пішак · a1 біла тура · b1 білий кінь · c1 білий слон · d1 білий ферзь · e1 білий король · f1 білий слон · h1 біла тура | a8 чорна тура · b8 чорний кінь · c8 чорний слон · d8 чорний ферзь · e8 чорний король · f8 чорний слон · h8 чорна тура · a7 чорний пішак · b7 чорний пішак · c7 чорний пішак · d7 чорний пішак · f7 чорний пішак · g7 чорний пішак · h7 чорний пішак · e5 білий пішак · h5 чорний кінь · f4 чорний пішак · f3 білий кінь · a2 білий пішак · b2 білий пішак · c2 білий пішак · d2 білий пішак · g2 білий пішак · h2 білий пішак · a1 біла тура · b1 білий кінь · c1 білий слон · d1 білий ферзь · e1 білий король · f1 білий слон · h1 біла тура | a8 чорна тура · b8 чорний кінь · c8 чорний слон · d8 чорний ферзь · e8 чорний король · f8 чорний слон · h8 чорна тура · a7 чорний пішак · b7 чорний пішак · c7 чорний пішак · d7 чорний пішак · f7 чорний пішак · g7 чорний пішак · h7 чорний пішак · e5 білий пішак · h5 чорний кінь · f4 чорний пішак · f3 білий кінь · a2 білий пішак · b2 білий пішак · c2 білий пішак · d2 білий пішак · g2 білий пішак · h2 білий пішак · a1 біла тура · b1 білий кінь · c1 білий слон · d1 білий ферзь · e1 білий король · f1 білий слон · h1 біла тура | a8 чорна тура · b8 чорний кінь · c8 чорний слон · d8 чорний ферзь · e8 чорний король · f8 чорний слон · h8 чорна тура · a7 чорний пішак · b7 чорний пішак · c7 чорний пішак · d7 чорний пішак · f7 чорний пішак · g7 чорний пішак · h7 чорний пішак · e5 білий пішак · h5 чорний кінь · f4 чорний пішак · f3 білий кінь · a2 білий пішак · b2 білий пішак · c2 білий пішак · d2 білий пішак · g2 білий пішак · h2 білий пішак · a1 біла тура · b1 білий кінь · c1 білий слон · d1 білий ферзь · e1 білий король · f1 білий слон · h1 біла тура | a8 чорна тура · b8 чорний кінь · c8 чорний слон · d8 чорний ферзь · e8 чорний король · f8 чорний слон · h8 чорна тура · a7 чорний пішак · b7 чорний пішак · c7 чорний пішак · d7 чорний пішак · f7 чорний пішак · g7 чорний пішак · h7 чорний пішак · e5 білий пішак · h5 чорний кінь · f4 чорний пішак · f3 білий кінь · a2 білий пішак · b2 білий пішак · c2 білий пішак · d2 білий пішак · g2 білий пішак · h2 білий пішак · a1 біла тура · b1 білий кінь · c1 білий слон · d1 білий ферзь · e1 білий король · f1 білий слон · h1 біла тура | a8 чорна тура · b8 чорний кінь · c8 чорний слон · d8 чорний ферзь · e8 чорний король · f8 чорний слон · h8 чорна тура · a7 чорний пішак · b7 чорний пішак · c7 чорний пішак · d7 чорний пішак · f7 чорний пішак · g7 чорний пішак · h7 чорний пішак · e5 білий пішак · h5 чорний кінь · f4 чорний пішак · f3 білий кінь · a2 білий пішак · b2 білий пішак · c2 білий пішак · d2 білий пішак · g2 білий пішак · h2 білий пішак · a1 біла тура · b1 білий кінь · c1 білий слон · d1 білий ферзь · e1 білий король · f1 білий слон · h1 біла тура | a8 чорна тура · b8 чорний кінь · c8 чорний слон · d8 чорний ферзь · e8 чорний король · f8 чорний слон · h8 чорна тура · a7 чорний пішак · b7 чорний пішак · c7 чорний пішак · d7 чорний пішак · f7 чорний пішак · g7 чорний пішак · h7 чорний пішак · e5 білий пішак · h5 чорний кінь · f4 чорний пішак · f3 білий кінь · a2 білий пішак · b2 білий пішак · c2 білий пішак · d2 білий пішак · g2 білий пішак · h2 білий пішак · a1 біла тура · b1 білий кінь · c1 білий слон · d1 білий ферзь · e1 білий король · f1 білий слон · h1 біла тура | 6 |
| 5 | a8 чорна тура · b8 чорний кінь · c8 чорний слон · d8 чорний ферзь · e8 чорний король · f8 чорний слон · h8 чорна тура · a7 чорний пішак · b7 чорний пішак · c7 чорний пішак · d7 чорний пішак · f7 чорний пішак · g7 чорний пішак · h7 чорний пішак · e5 білий пішак · h5 чорний кінь · f4 чорний пішак · f3 білий кінь · a2 білий пішак · b2 білий пішак · c2 білий пішак · d2 білий пішак · g2 білий пішак · h2 білий пішак · a1 біла тура · b1 білий кінь · c1 білий слон · d1 білий ферзь · e1 білий король · f1 білий слон · h1 біла тура | a8 чорна тура · b8 чорний кінь · c8 чорний слон · d8 чорний ферзь · e8 чорний король · f8 чорний слон · h8 чорна тура · a7 чорний пішак · b7 чорний пішак · c7 чорний пішак · d7 чорний пішак · f7 чорний пішак · g7 чорний пішак · h7 чорний пішак · e5 білий пішак · h5 чорний кінь · f4 чорний пішак · f3 білий кінь · a2 білий пішак · b2 білий пішак · c2 білий пішак · d2 білий пішак · g2 білий пішак · h2 білий пішак · a1 біла тура · b1 білий кінь · c1 білий слон · d1 білий ферзь · e1 білий король · f1 білий слон · h1 біла тура | a8 чорна тура · b8 чорний кінь · c8 чорний слон · d8 чорний ферзь · e8 чорний король · f8 чорний слон · h8 чорна тура · a7 чорний пішак · b7 чорний пішак · c7 чорний пішак · d7 чорний пішак · f7 чорний пішак · g7 чорний пішак · h7 чорний пішак · e5 білий пішак · h5 чорний кінь · f4 чорний пішак · f3 білий кінь · a2 білий пішак · b2 білий пішак · c2 білий пішак · d2 білий пішак · g2 білий пішак · h2 білий пішак · a1 біла тура · b1 білий кінь · c1 білий слон · d1 білий ферзь · e1 білий король · f1 білий слон · h1 біла тура | a8 чорна тура · b8 чорний кінь · c8 чорний слон · d8 чорний ферзь · e8 чорний король · f8 чорний слон · h8 чорна тура · a7 чорний пішак · b7 чорний пішак · c7 чорний пішак · d7 чорний пішак · f7 чорний пішак · g7 чорний пішак · h7 чорний пішак · e5 білий пішак · h5 чорний кінь · f4 чорний пішак · f3 білий кінь · a2 білий пішак · b2 білий пішак · c2 білий пішак · d2 білий пішак · g2 білий пішак · h2 білий пішак · a1 біла тура · b1 білий кінь · c1 білий слон · d1 білий ферзь · e1 білий король · f1 білий слон · h1 біла тура | a8 чорна тура · b8 чорний кінь · c8 чорний слон · d8 чорний ферзь · e8 чорний король · f8 чорний слон · h8 чорна тура · a7 чорний пішак · b7 чорний пішак · c7 чорний пішак · d7 чорний пішак · f7 чорний пішак · g7 чорний пішак · h7 чорний пішак · e5 білий пішак · h5 чорний кінь · f4 чорний пішак · f3 білий кінь · a2 білий пішак · b2 білий пішак · c2 білий пішак · d2 білий пішак · g2 білий пішак · h2 білий пішак · a1 біла тура · b1 білий кінь · c1 білий слон · d1 білий ферзь · e1 білий король · f1 білий слон · h1 біла тура | a8 чорна тура · b8 чорний кінь · c8 чорний слон · d8 чорний ферзь · e8 чорний король · f8 чорний слон · h8 чорна тура · a7 чорний пішак · b7 чорний пішак · c7 чорний пішак · d7 чорний пішак · f7 чорний пішак · g7 чорний пішак · h7 чорний пішак · e5 білий пішак · h5 чорний кінь · f4 чорний пішак · f3 білий кінь · a2 білий пішак · b2 білий пішак · c2 білий пішак · d2 білий пішак · g2 білий пішак · h2 білий пішак · a1 біла тура · b1 білий кінь · c1 білий слон · d1 білий ферзь · e1 білий король · f1 білий слон · h1 біла тура | a8 чорна тура · b8 чорний кінь · c8 чорний слон · d8 чорний ферзь · e8 чорний король · f8 чорний слон · h8 чорна тура · a7 чорний пішак · b7 чорний пішак · c7 чорний пішак · d7 чорний пішак · f7 чорний пішак · g7 чорний пішак · h7 чорний пішак · e5 білий пішак · h5 чорний кінь · f4 чорний пішак · f3 білий кінь · a2 білий пішак · b2 білий пішак · c2 білий пішак · d2 білий пішак · g2 білий пішак · h2 білий пішак · a1 біла тура · b1 білий кінь · c1 білий слон · d1 білий ферзь · e1 білий король · f1 білий слон · h1 біла тура | a8 чорна тура · b8 чорний кінь · c8 чорний слон · d8 чорний ферзь · e8 чорний король · f8 чорний слон · h8 чорна тура · a7 чорний пішак · b7 чорний пішак · c7 чорний пішак · d7 чорний пішак · f7 чорний пішак · g7 чорний пішак · h7 чорний пішак · e5 білий пішак · h5 чорний кінь · f4 чорний пішак · f3 білий кінь · a2 білий пішак · b2 білий пішак · c2 білий пішак · d2 білий пішак · g2 білий пішак · h2 білий пішак · a1 біла тура · b1 білий кінь · c1 білий слон · d1 білий ферзь · e1 білий король · f1 білий слон · h1 біла тура | 5 |
| 4 | a8 чорна тура · b8 чорний кінь · c8 чорний слон · d8 чорний ферзь · e8 чорний король · f8 чорний слон · h8 чорна тура · a7 чорний пішак · b7 чорний пішак · c7 чорний пішак · d7 чорний пішак · f7 чорний пішак · g7 чорний пішак · h7 чорний пішак · e5 білий пішак · h5 чорний кінь · f4 чорний пішак · f3 білий кінь · a2 білий пішак · b2 білий пішак · c2 білий пішак · d2 білий пішак · g2 білий пішак · h2 білий пішак · a1 біла тура · b1 білий кінь · c1 білий слон · d1 білий ферзь · e1 білий король · f1 білий слон · h1 біла тура | a8 чорна тура · b8 чорний кінь · c8 чорний слон · d8 чорний ферзь · e8 чорний король · f8 чорний слон · h8 чорна тура · a7 чорний пішак · b7 чорний пішак · c7 чорний пішак · d7 чорний пішак · f7 чорний пішак · g7 чорний пішак · h7 чорний пішак · e5 білий пішак · h5 чорний кінь · f4 чорний пішак · f3 білий кінь · a2 білий пішак · b2 білий пішак · c2 білий пішак · d2 білий пішак · g2 білий пішак · h2 білий пішак · a1 біла тура · b1 білий кінь · c1 білий слон · d1 білий ферзь · e1 білий король · f1 білий слон · h1 біла тура | a8 чорна тура · b8 чорний кінь · c8 чорний слон · d8 чорний ферзь · e8 чорний король · f8 чорний слон · h8 чорна тура · a7 чорний пішак · b7 чорний пішак · c7 чорний пішак · d7 чорний пішак · f7 чорний пішак · g7 чорний пішак · h7 чорний пішак · e5 білий пішак · h5 чорний кінь · f4 чорний пішак · f3 білий кінь · a2 білий пішак · b2 білий пішак · c2 білий пішак · d2 білий пішак · g2 білий пішак · h2 білий пішак · a1 біла тура · b1 білий кінь · c1 білий слон · d1 білий ферзь · e1 білий король · f1 білий слон · h1 біла тура | a8 чорна тура · b8 чорний кінь · c8 чорний слон · d8 чорний ферзь · e8 чорний король · f8 чорний слон · h8 чорна тура · a7 чорний пішак · b7 чорний пішак · c7 чорний пішак · d7 чорний пішак · f7 чорний пішак · g7 чорний пішак · h7 чорний пішак · e5 білий пішак · h5 чорний кінь · f4 чорний пішак · f3 білий кінь · a2 білий пішак · b2 білий пішак · c2 білий пішак · d2 білий пішак · g2 білий пішак · h2 білий пішак · a1 біла тура · b1 білий кінь · c1 білий слон · d1 білий ферзь · e1 білий король · f1 білий слон · h1 біла тура | a8 чорна тура · b8 чорний кінь · c8 чорний слон · d8 чорний ферзь · e8 чорний король · f8 чорний слон · h8 чорна тура · a7 чорний пішак · b7 чорний пішак · c7 чорний пішак · d7 чорний пішак · f7 чорний пішак · g7 чорний пішак · h7 чорний пішак · e5 білий пішак · h5 чорний кінь · f4 чорний пішак · f3 білий кінь · a2 білий пішак · b2 білий пішак · c2 білий пішак · d2 білий пішак · g2 білий пішак · h2 білий пішак · a1 біла тура · b1 білий кінь · c1 білий слон · d1 білий ферзь · e1 білий король · f1 білий слон · h1 біла тура | a8 чорна тура · b8 чорний кінь · c8 чорний слон · d8 чорний ферзь · e8 чорний король · f8 чорний слон · h8 чорна тура · a7 чорний пішак · b7 чорний пішак · c7 чорний пішак · d7 чорний пішак · f7 чорний пішак · g7 чорний пішак · h7 чорний пішак · e5 білий пішак · h5 чорний кінь · f4 чорний пішак · f3 білий кінь · a2 білий пішак · b2 білий пішак · c2 білий пішак · d2 білий пішак · g2 білий пішак · h2 білий пішак · a1 біла тура · b1 білий кінь · c1 білий слон · d1 білий ферзь · e1 білий король · f1 білий слон · h1 біла тура | a8 чорна тура · b8 чорний кінь · c8 чорний слон · d8 чорний ферзь · e8 чорний король · f8 чорний слон · h8 чорна тура · a7 чорний пішак · b7 чорний пішак · c7 чорний пішак · d7 чорний пішак · f7 чорний пішак · g7 чорний пішак · h7 чорний пішак · e5 білий пішак · h5 чорний кінь · f4 чорний пішак · f3 білий кінь · a2 білий пішак · b2 білий пішак · c2 білий пішак · d2 білий пішак · g2 білий пішак · h2 білий пішак · a1 біла тура · b1 білий кінь · c1 білий слон · d1 білий ферзь · e1 білий король · f1 білий слон · h1 біла тура | a8 чорна тура · b8 чорний кінь · c8 чорний слон · d8 чорний ферзь · e8 чорний король · f8 чорний слон · h8 чорна тура · a7 чорний пішак · b7 чорний пішак · c7 чорний пішак · d7 чорний пішак · f7 чорний пішак · g7 чорний пішак · h7 чорний пішак · e5 білий пішак · h5 чорний кінь · f4 чорний пішак · f3 білий кінь · a2 білий пішак · b2 білий пішак · c2 білий пішак · d2 білий пішак · g2 білий пішак · h2 білий пішак · a1 біла тура · b1 білий кінь · c1 білий слон · d1 білий ферзь · e1 білий король · f1 білий слон · h1 біла тура | 4 |
| 3 | a8 чорна тура · b8 чорний кінь · c8 чорний слон · d8 чорний ферзь · e8 чорний король · f8 чорний слон · h8 чорна тура · a7 чорний пішак · b7 чорний пішак · c7 чорний пішак · d7 чорний пішак · f7 чорний пішак · g7 чорний пішак · h7 чорний пішак · e5 білий пішак · h5 чорний кінь · f4 чорний пішак · f3 білий кінь · a2 білий пішак · b2 білий пішак · c2 білий пішак · d2 білий пішак · g2 білий пішак · h2 білий пішак · a1 біла тура · b1 білий кінь · c1 білий слон · d1 білий ферзь · e1 білий король · f1 білий слон · h1 біла тура | a8 чорна тура · b8 чорний кінь · c8 чорний слон · d8 чорний ферзь · e8 чорний король · f8 чорний слон · h8 чорна тура · a7 чорний пішак · b7 чорний пішак · c7 чорний пішак · d7 чорний пішак · f7 чорний пішак · g7 чорний пішак · h7 чорний пішак · e5 білий пішак · h5 чорний кінь · f4 чорний пішак · f3 білий кінь · a2 білий пішак · b2 білий пішак · c2 білий пішак · d2 білий пішак · g2 білий пішак · h2 білий пішак · a1 біла тура · b1 білий кінь · c1 білий слон · d1 білий ферзь · e1 білий король · f1 білий слон · h1 біла тура | a8 чорна тура · b8 чорний кінь · c8 чорний слон · d8 чорний ферзь · e8 чорний король · f8 чорний слон · h8 чорна тура · a7 чорний пішак · b7 чорний пішак · c7 чорний пішак · d7 чорний пішак · f7 чорний пішак · g7 чорний пішак · h7 чорний пішак · e5 білий пішак · h5 чорний кінь · f4 чорний пішак · f3 білий кінь · a2 білий пішак · b2 білий пішак · c2 білий пішак · d2 білий пішак · g2 білий пішак · h2 білий пішак · a1 біла тура · b1 білий кінь · c1 білий слон · d1 білий ферзь · e1 білий король · f1 білий слон · h1 біла тура | a8 чорна тура · b8 чорний кінь · c8 чорний слон · d8 чорний ферзь · e8 чорний король · f8 чорний слон · h8 чорна тура · a7 чорний пішак · b7 чорний пішак · c7 чорний пішак · d7 чорний пішак · f7 чорний пішак · g7 чорний пішак · h7 чорний пішак · e5 білий пішак · h5 чорний кінь · f4 чорний пішак · f3 білий кінь · a2 білий пішак · b2 білий пішак · c2 білий пішак · d2 білий пішак · g2 білий пішак · h2 білий пішак · a1 біла тура · b1 білий кінь · c1 білий слон · d1 білий ферзь · e1 білий король · f1 білий слон · h1 біла тура | a8 чорна тура · b8 чорний кінь · c8 чорний слон · d8 чорний ферзь · e8 чорний король · f8 чорний слон · h8 чорна тура · a7 чорний пішак · b7 чорний пішак · c7 чорний пішак · d7 чорний пішак · f7 чорний пішак · g7 чорний пішак · h7 чорний пішак · e5 білий пішак · h5 чорний кінь · f4 чорний пішак · f3 білий кінь · a2 білий пішак · b2 білий пішак · c2 білий пішак · d2 білий пішак · g2 білий пішак · h2 білий пішак · a1 біла тура · b1 білий кінь · c1 білий слон · d1 білий ферзь · e1 білий король · f1 білий слон · h1 біла тура | a8 чорна тура · b8 чорний кінь · c8 чорний слон · d8 чорний ферзь · e8 чорний король · f8 чорний слон · h8 чорна тура · a7 чорний пішак · b7 чорний пішак · c7 чорний пішак · d7 чорний пішак · f7 чорний пішак · g7 чорний пішак · h7 чорний пішак · e5 білий пішак · h5 чорний кінь · f4 чорний пішак · f3 білий кінь · a2 білий пішак · b2 білий пішак · c2 білий пішак · d2 білий пішак · g2 білий пішак · h2 білий пішак · a1 біла тура · b1 білий кінь · c1 білий слон · d1 білий ферзь · e1 білий король · f1 білий слон · h1 біла тура | a8 чорна тура · b8 чорний кінь · c8 чорний слон · d8 чорний ферзь · e8 чорний король · f8 чорний слон · h8 чорна тура · a7 чорний пішак · b7 чорний пішак · c7 чорний пішак · d7 чорний пішак · f7 чорний пішак · g7 чорний пішак · h7 чорний пішак · e5 білий пішак · h5 чорний кінь · f4 чорний пішак · f3 білий кінь · a2 білий пішак · b2 білий пішак · c2 білий пішак · d2 білий пішак · g2 білий пішак · h2 білий пішак · a1 біла тура · b1 білий кінь · c1 білий слон · d1 білий ферзь · e1 білий король · f1 білий слон · h1 біла тура | a8 чорна тура · b8 чорний кінь · c8 чорний слон · d8 чорний ферзь · e8 чорний король · f8 чорний слон · h8 чорна тура · a7 чорний пішак · b7 чорний пішак · c7 чорний пішак · d7 чорний пішак · f7 чорний пішак · g7 чорний пішак · h7 чорний пішак · e5 білий пішак · h5 чорний кінь · f4 чорний пішак · f3 білий кінь · a2 білий пішак · b2 білий пішак · c2 білий пішак · d2 білий пішак · g2 білий пішак · h2 білий пішак · a1 біла тура · b1 білий кінь · c1 білий слон · d1 білий ферзь · e1 білий король · f1 білий слон · h1 біла тура | 3 |
| 2 | a8 чорна тура · b8 чорний кінь · c8 чорний слон · d8 чорний ферзь · e8 чорний король · f8 чорний слон · h8 чорна тура · a7 чорний пішак · b7 чорний пішак · c7 чорний пішак · d7 чорний пішак · f7 чорний пішак · g7 чорний пішак · h7 чорний пішак · e5 білий пішак · h5 чорний кінь · f4 чорний пішак · f3 білий кінь · a2 білий пішак · b2 білий пішак · c2 білий пішак · d2 білий пішак · g2 білий пішак · h2 білий пішак · a1 біла тура · b1 білий кінь · c1 білий слон · d1 білий ферзь · e1 білий король · f1 білий слон · h1 біла тура | a8 чорна тура · b8 чорний кінь · c8 чорний слон · d8 чорний ферзь · e8 чорний король · f8 чорний слон · h8 чорна тура · a7 чорний пішак · b7 чорний пішак · c7 чорний пішак · d7 чорний пішак · f7 чорний пішак · g7 чорний пішак · h7 чорний пішак · e5 білий пішак · h5 чорний кінь · f4 чорний пішак · f3 білий кінь · a2 білий пішак · b2 білий пішак · c2 білий пішак · d2 білий пішак · g2 білий пішак · h2 білий пішак · a1 біла тура · b1 білий кінь · c1 білий слон · d1 білий ферзь · e1 білий король · f1 білий слон · h1 біла тура | a8 чорна тура · b8 чорний кінь · c8 чорний слон · d8 чорний ферзь · e8 чорний король · f8 чорний слон · h8 чорна тура · a7 чорний пішак · b7 чорний пішак · c7 чорний пішак · d7 чорний пішак · f7 чорний пішак · g7 чорний пішак · h7 чорний пішак · e5 білий пішак · h5 чорний кінь · f4 чорний пішак · f3 білий кінь · a2 білий пішак · b2 білий пішак · c2 білий пішак · d2 білий пішак · g2 білий пішак · h2 білий пішак · a1 біла тура · b1 білий кінь · c1 білий слон · d1 білий ферзь · e1 білий король · f1 білий слон · h1 біла тура | a8 чорна тура · b8 чорний кінь · c8 чорний слон · d8 чорний ферзь · e8 чорний король · f8 чорний слон · h8 чорна тура · a7 чорний пішак · b7 чорний пішак · c7 чорний пішак · d7 чорний пішак · f7 чорний пішак · g7 чорний пішак · h7 чорний пішак · e5 білий пішак · h5 чорний кінь · f4 чорний пішак · f3 білий кінь · a2 білий пішак · b2 білий пішак · c2 білий пішак · d2 білий пішак · g2 білий пішак · h2 білий пішак · a1 біла тура · b1 білий кінь · c1 білий слон · d1 білий ферзь · e1 білий король · f1 білий слон · h1 біла тура | a8 чорна тура · b8 чорний кінь · c8 чорний слон · d8 чорний ферзь · e8 чорний король · f8 чорний слон · h8 чорна тура · a7 чорний пішак · b7 чорний пішак · c7 чорний пішак · d7 чорний пішак · f7 чорний пішак · g7 чорний пішак · h7 чорний пішак · e5 білий пішак · h5 чорний кінь · f4 чорний пішак · f3 білий кінь · a2 білий пішак · b2 білий пішак · c2 білий пішак · d2 білий пішак · g2 білий пішак · h2 білий пішак · a1 біла тура · b1 білий кінь · c1 білий слон · d1 білий ферзь · e1 білий король · f1 білий слон · h1 біла тура | a8 чорна тура · b8 чорний кінь · c8 чорний слон · d8 чорний ферзь · e8 чорний король · f8 чорний слон · h8 чорна тура · a7 чорний пішак · b7 чорний пішак · c7 чорний пішак · d7 чорний пішак · f7 чорний пішак · g7 чорний пішак · h7 чорний пішак · e5 білий пішак · h5 чорний кінь · f4 чорний пішак · f3 білий кінь · a2 білий пішак · b2 білий пішак · c2 білий пішак · d2 білий пішак · g2 білий пішак · h2 білий пішак · a1 біла тура · b1 білий кінь · c1 білий слон · d1 білий ферзь · e1 білий король · f1 білий слон · h1 біла тура | a8 чорна тура · b8 чорний кінь · c8 чорний слон · d8 чорний ферзь · e8 чорний король · f8 чорний слон · h8 чорна тура · a7 чорний пішак · b7 чорний пішак · c7 чорний пішак · d7 чорний пішак · f7 чорний пішак · g7 чорний пішак · h7 чорний пішак · e5 білий пішак · h5 чорний кінь · f4 чорний пішак · f3 білий кінь · a2 білий пішак · b2 білий пішак · c2 білий пішак · d2 білий пішак · g2 білий пішак · h2 білий пішак · a1 біла тура · b1 білий кінь · c1 білий слон · d1 білий ферзь · e1 білий король · f1 білий слон · h1 біла тура | a8 чорна тура · b8 чорний кінь · c8 чорний слон · d8 чорний ферзь · e8 чорний король · f8 чорний слон · h8 чорна тура · a7 чорний пішак · b7 чорний пішак · c7 чорний пішак · d7 чорний пішак · f7 чорний пішак · g7 чорний пішак · h7 чорний пішак · e5 білий пішак · h5 чорний кінь · f4 чорний пішак · f3 білий кінь · a2 білий пішак · b2 білий пішак · c2 білий пішак · d2 білий пішак · g2 білий пішак · h2 білий пішак · a1 біла тура · b1 білий кінь · c1 білий слон · d1 білий ферзь · e1 білий король · f1 білий слон · h1 біла тура | 2 |
| 1 | a8 чорна тура · b8 чорний кінь · c8 чорний слон · d8 чорний ферзь · e8 чорний король · f8 чорний слон · h8 чорна тура · a7 чорний пішак · b7 чорний пішак · c7 чорний пішак · d7 чорний пішак · f7 чорний пішак · g7 чорний пішак · h7 чорний пішак · e5 білий пішак · h5 чорний кінь · f4 чорний пішак · f3 білий кінь · a2 білий пішак · b2 білий пішак · c2 білий пішак · d2 білий пішак · g2 білий пішак · h2 білий пішак · a1 біла тура · b1 білий кінь · c1 білий слон · d1 білий ферзь · e1 білий король · f1 білий слон · h1 біла тура | a8 чорна тура · b8 чорний кінь · c8 чорний слон · d8 чорний ферзь · e8 чорний король · f8 чорний слон · h8 чорна тура · a7 чорний пішак · b7 чорний пішак · c7 чорний пішак · d7 чорний пішак · f7 чорний пішак · g7 чорний пішак · h7 чорний пішак · e5 білий пішак · h5 чорний кінь · f4 чорний пішак · f3 білий кінь · a2 білий пішак · b2 білий пішак · c2 білий пішак · d2 білий пішак · g2 білий пішак · h2 білий пішак · a1 біла тура · b1 білий кінь · c1 білий слон · d1 білий ферзь · e1 білий король · f1 білий слон · h1 біла тура | a8 чорна тура · b8 чорний кінь · c8 чорний слон · d8 чорний ферзь · e8 чорний король · f8 чорний слон · h8 чорна тура · a7 чорний пішак · b7 чорний пішак · c7 чорний пішак · d7 чорний пішак · f7 чорний пішак · g7 чорний пішак · h7 чорний пішак · e5 білий пішак · h5 чорний кінь · f4 чорний пішак · f3 білий кінь · a2 білий пішак · b2 білий пішак · c2 білий пішак · d2 білий пішак · g2 білий пішак · h2 білий пішак · a1 біла тура · b1 білий кінь · c1 білий слон · d1 білий ферзь · e1 білий король · f1 білий слон · h1 біла тура | a8 чорна тура · b8 чорний кінь · c8 чорний слон · d8 чорний ферзь · e8 чорний король · f8 чорний слон · h8 чорна тура · a7 чорний пішак · b7 чорний пішак · c7 чорний пішак · d7 чорний пішак · f7 чорний пішак · g7 чорний пішак · h7 чорний пішак · e5 білий пішак · h5 чорний кінь · f4 чорний пішак · f3 білий кінь · a2 білий пішак · b2 білий пішак · c2 білий пішак · d2 білий пішак · g2 білий пішак · h2 білий пішак · a1 біла тура · b1 білий кінь · c1 білий слон · d1 білий ферзь · e1 білий король · f1 білий слон · h1 біла тура | a8 чорна тура · b8 чорний кінь · c8 чорний слон · d8 чорний ферзь · e8 чорний король · f8 чорний слон · h8 чорна тура · a7 чорний пішак · b7 чорний пішак · c7 чорний пішак · d7 чорний пішак · f7 чорний пішак · g7 чорний пішак · h7 чорний пішак · e5 білий пішак · h5 чорний кінь · f4 чорний пішак · f3 білий кінь · a2 білий пішак · b2 білий пішак · c2 білий пішак · d2 білий пішак · g2 білий пішак · h2 білий пішак · a1 біла тура · b1 білий кінь · c1 білий слон · d1 білий ферзь · e1 білий король · f1 білий слон · h1 біла тура | a8 чорна тура · b8 чорний кінь · c8 чорний слон · d8 чорний ферзь · e8 чорний король · f8 чорний слон · h8 чорна тура · a7 чорний пішак · b7 чорний пішак · c7 чорний пішак · d7 чорний пішак · f7 чорний пішак · g7 чорний пішак · h7 чорний пішак · e5 білий пішак · h5 чорний кінь · f4 чорний пішак · f3 білий кінь · a2 білий пішак · b2 білий пішак · c2 білий пішак · d2 білий пішак · g2 білий пішак · h2 білий пішак · a1 біла тура · b1 білий кінь · c1 білий слон · d1 білий ферзь · e1 білий король · f1 білий слон · h1 біла тура | a8 чорна тура · b8 чорний кінь · c8 чорний слон · d8 чорний ферзь · e8 чорний король · f8 чорний слон · h8 чорна тура · a7 чорний пішак · b7 чорний пішак · c7 чорний пішак · d7 чорний пішак · f7 чорний пішак · g7 чорний пішак · h7 чорний пішак · e5 білий пішак · h5 чорний кінь · f4 чорний пішак · f3 білий кінь · a2 білий пішак · b2 білий пішак · c2 білий пішак · d2 білий пішак · g2 білий пішак · h2 білий пішак · a1 біла тура · b1 білий кінь · c1 білий слон · d1 білий ферзь · e1 білий король · f1 білий слон · h1 біла тура | a8 чорна тура · b8 чорний кінь · c8 чорний слон · d8 чорний ферзь · e8 чорний король · f8 чорний слон · h8 чорна тура · a7 чорний пішак · b7 чорний пішак · c7 чорний пішак · d7 чорний пішак · f7 чорний пішак · g7 чорний пішак · h7 чорний пішак · e5 білий пішак · h5 чорний кінь · f4 чорний пішак · f3 білий кінь · a2 білий пішак · b2 білий пішак · c2 білий пішак · d2 білий пішак · g2 білий пішак · h2 білий пішак · a1 біла тура · b1 білий кінь · c1 білий слон · d1 білий ферзь · e1 білий король · f1 білий слон · h1 біла тура | 1 |
|   | a | b | c | d | e | f | g | h |   |

## Спортивні результати
| Рік         | Місто              | Змагання                                              | + | −  | = | Результат | Місце |
| ----------- | ------------------ | ----------------------------------------------------- | - | -- | - | --------- | ----- |
| 1864        | Берлін             | Матч з А. Андерсеном                                  |   |    |   |           |       |
| 1867        | Кельн              | 6-й конгрес Західнонімецького шахового союзу          | 1 | 2  | 0 | 1 з 3     | 3—4   |
| 1868        | Гамбург            | 1-й конгрес Північнонімецького шахового союзу         |   |    |   |           | [ 3 ] |
|             | Аахен              | 7-й конгрес Західнонімецького шахового союзу          | 0 | 2  | 0 | [ 4 ]     | [ 3 ] |
| 1869        | Гамбург            | 2-й конгрес Північнонімецького шахового союзу         |   |    |   |           | [ 5 ] |
|             | Бармен             | 8-й конгрес Західнонімецького шахового союзу          | 3 | 2  | 0 | 3 з 5     | 2—4   |
| 1872        | Альтона            | 3-й конгрес Північнонімецького шахового союзу         | 1 | 3  | 0 | 1 з 4     | 4     |
| 1876        | Лейпциг            | 2-й конгрес Центральнонімецького шахового союзу       | 1 | 3  | 1 | 1½ из 5   | 5     |
| 1877        | Лейпциг            | 3-й конгрес Центральнонімецького шахового союзу       | 5 | 6  | 0 | 5 из 11   | 6—8   |
|             | Кельн              | 11-й конгрес Західнонімецького шахового союзу         |   |    |   |           | [ 7 ] |
| 1879        | Лейпциг            | 1-й конгрес Німецького шахового союзу                 | 4 | 5  | 2 | 5 з 11    | 6—7   |
| 1880        | Вісбаден           | Міжнародний турнір                                    | 9 | 3  | 3 | 10½ з 15  | 4     |
|             | Берлін             | Матч з Ф. Ріманом                                     | 2 | 2  | 2 | 3 : 3     |       |
|             | Брауншвейг         | 13-й конгрес Західнонімецького шахового союзу         |   |    |   |           | [ 8 ] |
|             | Грац               | Міжнародний турнір                                    | 1 | 2  | 3 | 2½ из 7   | 7     |
| 1881        | Берлін             | 2-й конгрес Німецького шахового союзу                 | 7 | 9  | 0 | 7 з 16    | 12    |
| 1883        | Нюрнберг           | 3-й конгрес Німецького шахового союзу                 |   |    |   | з 18      | 6—8   |
| 1885        | Гамбург            | 4-й конгрес Німецького шахового союзу                 | 9 | 7  | 1 | 9½ з 17   | 8—9   |
|             | Герефорд           | Міжнародний турнір                                    |   |    |   |           | 2—3   |
| 1886        | Ноттінгем          | Міжнародний турнір                                    |   |    |   |           | 2     |
| 1887        | Франкфурт-на-Майні | 5-й конгрес Німецького шахового союзу                 | 9 | 7  | 4 | 11 з 20   | 8—9   |
| 1889        | Бреслау            | 6-й конгрес Німецького шахового союзу                 | 7 | 8  | 3 | 8 з 17    | 11    |
| 1890        | Манчестер          | Міжнародний турнір                                    | 8 | 7  | 4 | 10 из 19  | 11    |
| 1893        | Кіль               | 8-й конгрес Німецького шахового союзу                 | 2 | 6  | 0 | 2 з 8     | 8     |
| 1896        | Нюрнберг           | Міжнародний турнір                                    | 4 | 13 | 1 | 4½ з 18   | 18    |
| 1898        | Кельн              | 11-й конгрес Німецького шахового союзу                | 1 | 10 | 4 | 3 з 15    | 16    |
| 1898 / 1899 | Берлін             | Турнір німецьких майстрів                             |   |    |   |           | 1—3   |
| 1905        |                    | Матч Нью-Йорк — Берлін по телеграфу (проти Дж. Фінна) | 0 | 0  | 1 | ½ з 1     |       |
| 1907        | Берлін             | Міжнародний турнір                                    | 4 | 7  | 0 | 4 з 11    | 11    |

## Книги
- Der Schachweltkampf zwischen W. Steinitz und J. Zukertort. Anfang 1886, Lpz., 1886